# Cantată
Cantata (din latină cantare) este o compoziție vocală cu acompaniament instrumental, care cuprinde mai multe părți: arii, recitative, duete, coruri, pasaje instrumentale. Forma muzicală de cantată e de origine italiană și e tipică pentru epoca barocă. Are unele asemănări cu opera barocă, dar este de dimensiuni mai reduse iar execuția ei nu comportă aspecte teatrale sau dramatice. Tema unei cantate poate fi profană (cantata da camera sau cantată profană, cu subiect mitologic sau moral) sau sacră (cantata da chiesa sau cantată sacră, inspirată de obicei din texte religioase).

## Istoric
Termenul a apărut în Italia la începutul secolul al XVII-lea, o dată cu termenii de operă și oratoriu. Compozițiile instrumentale cu o durată comparabilă au fost numite sonate. S-au păstrat mii de exemple de cantate din aceasta perioadă de diverși compozitori: Giulio Caccini (1551-1618), Luigi Rossi (1598-1653), Allesandro Scarlatti (1660-1725) și mulți alții.
Spre sfârșitul secolului al XVII-lea cantata apare în lucrări ale compozitorilor din Franța, Anglia și regiunile Germaniei. În regiunile luterane cantata a fost introdusă în serviciul religios, în dezvoltare în acea perioadă. Johann Sebastian Bach a compus numeroase cantate, din care s-au păstrat aproximativ 200.  
Cantate au fost compuse sporadic și în secolele al XIX-lea și XX, de exemplu de Carl Maria von Weber (Jubel Cantata), Felix Mendelssohn (Die erste Walpurgisnacht), Bela Bartok (Cantata profana, 1930), Prokofiev (A. Nevskii, 1939) și Stravinski (Cantata on Old English Texts, 1959).